# توپفشتدت
توپفشتدت (به آلمانی: Topfstedt) یک شهر در آلمان است که در کوفهویزرکرایس واقع شده‌است. توپفشتدت ۶۵۴ نفر جمعیت دارد.